# Fachverband Metallwaren- und verwandte Industrien
Der Fachverband Metallwaren- und verwandte Industrien (FMI) e.V. ist ein Interessenverband von Herstellerfirmen. Er repräsentiert etwa 250 Unternehmen mit ca. 20.000 Beschäftigten und hat seinen Sitz in Düsseldorf (Vereinsregister: VR 3749). Der FMI ist über den WSM – Wirtschaftsverband Stahl- und Metallverarbeitung e.V., Düsseldorf und Hagen, im BDI – Bundesverband der Deutschen Industrie e.V., Berlin, organisiert.

## Geschichte
1948 hatte sich die Metallwaren-Industrie aus der Wirtschaftsgruppe in Berlin gelöst und in Wuppertal-Elberfeld – mit Außenstelle in Velbert (Drehteile-Industrie) – als Fachverband gegründet. 1951 nahm der Verband seinen Sitz in Düsseldorf, wo er 1965 das eigene Haus in der Leostraße 22 in Oberkassel bezog. Ein Hauptgeschäftsführer und vier Geschäftsführer leiteten noch bis 1987 die Geschäftsstelle mit bis zu 15 Vollzeitkräften (1970) für etwa 350 Mitgliedsfirmen. Heute begleiten 6 Mitarbeiter die etwa 250 Firmen.
Viele Branchen existieren nicht mehr und andere Industriezweige haben sich von FMI-Fachabteilungen hin zu selbstständigen Verbänden entwickelt. So sind die heutigen Branchenverbände z. B. der Gartenbedarf-Industrie, Bau und Heimwerker-Industrie, Heimtierbedarf und Möbelzubehör aus FMI-Fachabteilungen entstanden.
Zu den einstigen FMI-Fachabteilungen gehörten die Haushaltsmaschinen-Industrie (z. B. mit handbetriebenen nichtelektrischen Kaffeemühlen, Fleischwölfen, Brotschneidemaschinen), die Wasch- und Haushaltsgeräte-Industrie (mit handbetriebenen Waschmaschinen, Mangeln, nichtelektrischen Bügeleisen und -maschinen), die Spültisch-Industrie (Spülen aus Edelstahl), die Metalltopfreiniger-Industrie (ein ehemals eigener deutscher Industriezweig), die Löt-, Heiz- und Kochgeräte-Industrie (Koch- und Leuchtgeräte für die Freizeit, heute: Campingkocher im Grillverband), die Haushalts-, Personen- und Kleinwaagen-Industrie, die Drahtwaren- und Hausrat-Industrie (Vogelkäfige, Küchensiebe, Schneebesen u. a.), die Nürnberger Metallwaren-Industrie (Litzen, Kabel, Schnüre u. a.), die Feine Metallwaren-/Geschenkartikel-Industrie (z. B. mit Metallkämmen, Schmink- und Schmuckdosen, Fondue- und Feuerzangenbowle-Kesseln), die Feuerzeug-Industrie (1964 wurden 5,7 Mio. Benzin- und Gasfeuerzeuge aus deutscher Produktion verkauft, Umsatz = 54,6 Mio. DM; 1970 gab es noch 15 deutsche Hersteller), die Beschlag-Industrie (Herd- und Ofenbeschläge, Möbel- und Zierbeschläge, Sargbeschläge, Scharniere für Zigarrenkisten usw.) und die Schlitt- und Rollschuh-Industrie.
Am 6. November 2014 haben sich die Fachabteilungen „PBS Industrieverband“ und „Altenaer Kreis“ zum Verband der PBS-Markenindustrie zusammengeschlossen. Unter der Abkürzung „PBS“ versteht die Branche den Bereich Papier, Büro, Schreiben.

## Fachabteilungen
- Herstellervereinigung Industrieschilder
- Verband der Deutschen Drehteile-Industrie
- Verband der PBS-Markenindustrie

Organisatorisch angegliedert sind:
- Fachgemeinschaft Eingabesysteme (FT), vormals Fachgemeinschaft Tastaturen
- Fachgemeinschaft Sicherheitskennzeichnung (FGSK)

## Vorsitzende
- 1948–1949: Fritz Berg
- 1949–1951: Alexander Klinke
- 1951–1965: Gert Sickmann
- 1965–1970: Max Benscheid
- 1970–1975: Wilhelm Arthecker
- 1975–1987: Georg Hohm
- 1987–1994: Friedrich Hein
- 1994–1996: Karl Lohr
- 1996–2005: Hansjörg Holderried
- 2005–2008: Horst-Werner Maier-Hunke
- seit 16. Oktober 2008: Kurt Berkenhoff